# Chromatoiulus recticauda
Chromatoiulus recticauda är en mångfotingart som först beskrevs av Carl Graf Attems 1903.  Chromatoiulus recticauda ingår i släktet Chromatoiulus och familjen kejsardubbelfotingar. Utöver nominatformen finns också underarten C. r. discrepans.